# Podiceps major
Podiceps major là một loài chim trong họ Podicipedidae.